# 세르비아-불가리아 전쟁
세르비아-불가리아 전쟁은 1885년 11월 세르비아 왕국과 불가리아 공국 사이에서 벌어진 전쟁이다.
이 전쟁은 오스만 제국으로부터 독립한 발칸반도의 신생 국가들의 갈등이었다. 러시아-튀르크 전쟁 이후에 오스만 제국으로부터 독립한 불가리아와 세르비아는 같은 민족인 남슬라브족에 종교적으로는 같은 정교권이었지만 양국은 발칸반도의 맹주 자리를 놓고 서로 대립하였다. 게다가 국경 지역의 브레자보라는 마을의 소유권을 두고 국경 분쟁까지 벌어지면서 두 나라의 갈등은 더욱 심화되었다.
그러나 문제는 세르비아와 불가리아 국경 지역의 브레자보가 아닌 동루멜리아 지역에서 시작되었다. 본래 동루멜리아 지역은 불가리아가 오스만 제국에서 독립하자 불가리아에 편입되었으나 당시 발칸반도의 정치적 혼란과 러시아의 남하를 경계한 열강들의 반발로 1878년 베를린 회의가 열리게 되었고 이 회의에서 동루멜리아의 영유권은 오스만 제국에게 다시 귀속되었다.
그러나 1885년 동루멜리아 지역 내 불가리아계 주민들이 오스만 제국의 지배에 저항하는 반란을 일으켜 동루멜리아 지방을 장악하는 사건이 벌어지게 되었고 동루멜리아 지방의 불가리아계 주민들은 동루멜리아에 대한 불가리아와의 합병을 선언하였다. 그러나 베를린 조약 과정에서 할당된 자국 영토들에 대해 불만을 가졌던 세르비아가 불가리아가 동루멜리아 지방의 흡수를 통해 강성해지는 것에 반발하여 1885년 11월 14일 불가리아를 무력 침공하면서 양국 사이에 전쟁으로 이어졌다.
결국 이 전쟁은 11월 28일 불가리아군의 승리로 종결되었다. 그리고 이듬해인 1886년 세르비아와 불가리아 간 국경선 재조정과 브레자보 마을과 동루멜리아 지역에 대한 불가리아의 귀속을 골자로 하는 부쿠레슈티 평화 조약이 채결되면서 불가리아와 세르비아의 대립 관계는 어느 정도나마 완화되었다.